# Meldgaardløbet
Meldgaardløbet er et dansk DCU licens cykelløb der er blevet kørt siden 1974 i og omkring Rødekro. Det arrangeres af Rødekro Cykle Club, der i 2025 kunne afvikle løbet for 50. gang. Det i dag er blevet Aabenraa Kommunes største sportsbegivenhed, med cirka 600 deltagere fra ind- og udland.

## Vindere siden 2016

### Herre A elite
| År   | Vinder                     | Toer                   | Treer                   |        |
| ---- | -------------------------- | ---------------------- | ----------------------- | ------ |
| 2016 | Andreas Hyldgaard Jeppesen | Jakob Frandsen         | Mads Lilholm            |        |
| 2017 | Torkil Veyhe               | Nicklas Amdi Pedersen  | Troels Vinther          |        |
| 2018 | Alexander Salby            | Jannik Hyldtoft Hansen | Peter Haslund           |        |
| 2019 | Casper von Folsach         | Frederik Rodenberg     | Jesper Bundgaard Vinkel |        |
| 2020 | aflyst                     | aflyst                 | aflyst                  | aflyst |
| 2021 | Søren Vosgerau             | Emil Vinther Schmidt   | Alexander Salby         |        |
| 2022 | Mads Andersen              | Frederik Irgens Jensen | Kasper Viberg Søgaard   |        |
| 2023 | Tobias Svarre              | Frederik Muff          | Simon Bak               |        |
| 2024 | Emil Schandorff Iwersen    | Tobias Aagaard Hansen  | Emil Toudal             |        |
| 2025 | Frederik Bjørn Sørensen    | Mads Andersen          | Stian Rosenlund Richter |        |
| 2026 |                            |                        |                         |        |